# Castenrayse Vennen
De Castenrayse Vennen is een natuurgebied dat ten zuiden ligt van de gelijknamige plaats: Castenray in de gemeente Venray.

## Het gebied
Dit gebied is ongeveer 70 ha. groot. Samen met het gebied Castenrayse Broek zijn dit 2 laaggelegen gebieden waar ook nog in het dal de Lollebeek doorheen loopt. Doordat vroeger het grond- en regenwater niet goed kon weglopen heeft zich hier een veenlaag gevormd. Er werd dan ook turf gestoken, waardoor petgaten ontstonden die later weer verlandden.
Voor 1969 was het een geliefd schaatsgebied waar kinderen uit de omtrek 's winters naartoe kwamen.